# ثقافة طاحونية

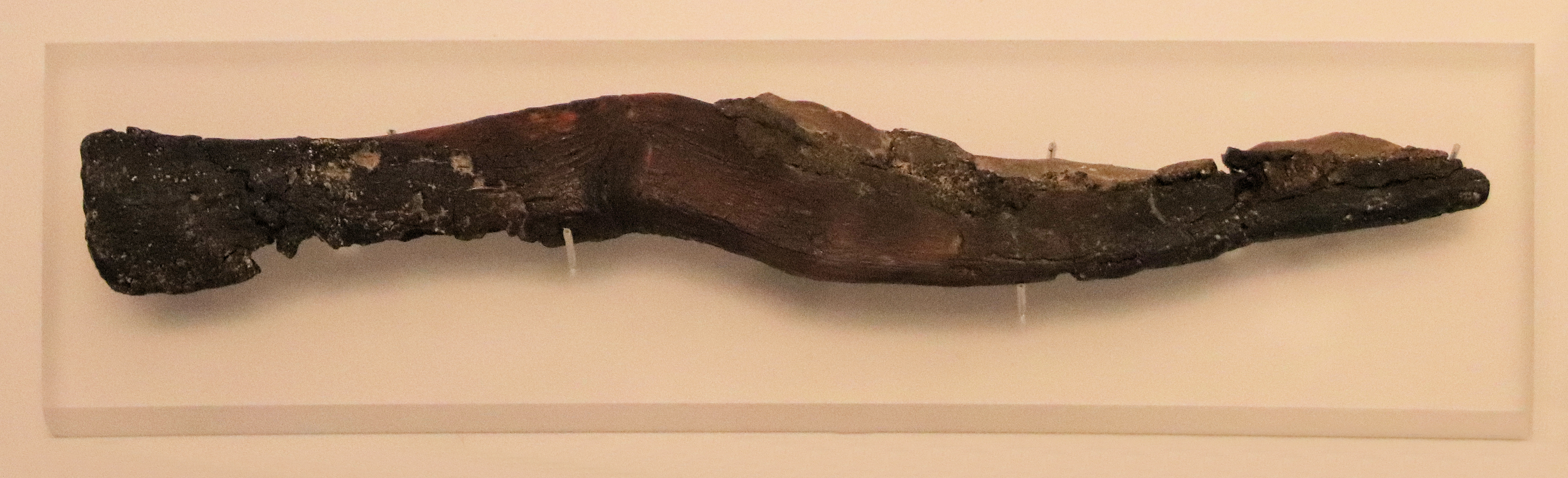
أداة تعتبر أنها أقدم منجل، مصنوع من الصوان والراتنج، من الثقافة الطاحونية، 7000 ق. م.، كهف ناحال همر، متحف إسرائيل

الثقافة الطاحونية هي فترة حضارية في العصر الحجري وجدت حول منطقة ووادي الطاحونة جنوب بيت لحم، اكتشفها عالم الآثار دينيس بوزي في 1928 بها أثناء عمليات التنقيب في المنطقة، وأطلق عليها هذا المصطلح.
كان هناك نزاع حول التعريف والترتيب الزمني للثقافة الطاحونية في تتابعات ثقافات العصر الحجري المتوسط والقديم الانتقالي والثقافة النطوفية والخيامية والعصر الحجري الحديث الثقيل والحديث ما قبل الفخار والحديث وكذلك علاقتها بالثقافات والحضارات الحجرية الحديثة الأخرى كحضارة قرعون، وذلك بسبب التاريخ القديم ومشاكل في دراسة طبقات الحفريات المكتشفة في وادي طاحونة. لم يعد المصطلح مستخدماً بكثرة، لكن الأظهر أن الثقافة الطاحونية كانت في فترات مبكرة من العصر الحجري الحديث ما قبل الفخاري بي في منطقة الهلال الخصيب، تقريباً في الفترة بين 8800-7600 قبل الميلاد حسب التسلسل الزمني ASPRO.